# أنيل كومار (لاعب كرة قدم)
أنيل كومار (بالإنجليزية: Anil Kumar)‏ هو لاعب كرة قدم هندي في مركز الهجوم، ولد في 14 سبتمبر 1986 في الهند. لعب مع نادي ديمبو ونادي سالغاوكار ونادي شيراغ يونايتد كيرلا ونادي موهون باغان.